# Quân Đội Nhân Dân Việt Nam
L'esercito popolare vietnamita o EPV (in lingua vietnamita Quân Đội Nhân Dân Việt Nam) rappresenta il complesso delle forze armate della Repubblica Democratica del Vietnam (Vietnam del Nord) prima e della moderna Repubblica Socialista del Vietnam oggi, comprendente le Forze di terra popolari del Vietnam, la Marina popolare del Vietnam, l'Aeronautica popolare del Vietnam e la Guardia costiera.
Creato all'indomani della seconda guerra mondiale, l'Esercito popolare vietnamita (come parte del movimento indipendentista del Viet Minh) dovette sostenere tra il 1946 e il 1954 la dura guerra d'Indocina contro la potenza coloniale della Francia, conclusasi con la grande vittoria campale nella battaglia di Dien Bien Phu. In seguito, tra il 1960 e il 1975 l'Esercito vietnamita fu impegnato nella sanguinosa lotta per la riunificazione del paese sotto il governo comunista di Hanoi, contro la potenza degli Stati Uniti d'America e a fianco del Fronte di Liberazione Nazionale del Vietnam del Sud; durante questo secondo conflitto, la cosiddetta guerra del Vietnam, gli Stati Uniti usarono riferirsi a questa forza armata con il nome di North Vietnamese Army (NVA) oppure People's Army of Vietnam (PAVN), denominazione ancora utilizzata nella storiografia anglosassone.
Contemporaneamente al coinvolgimento nel Vietnam del Sud, reparti dell'EPV furono impegnati a sostenere i locali movimenti comunisti nel corso della guerra civile in Cambogia e della guerra civile in Laos. Subito dopo la riunificazione, l'EPV si ritrovò invischiato in una lunga guerra contro la Cambogia di Pol Pot, iniziata come una serie di scontri di frontiera ed evolutasi poi in un'invasione su vasta scala e seguente occupazione militare della Cambogia stessa da parte dei reparti vietnamiti. L'intervento vietnamita in Cambogia portò a uno stato di conflitto con la Cina, alleata di Pol Pot, concretizzatosi in una breve guerra nel 1979 e in prolungate schermaglie di confine proseguite per un decennio. Il ritiro dei reparti vietnamiti dalla Cambogia all'inizio degli anni 1990 portò poi a un rasserenarsi della situazione internazionale del Vietnam.

## Storia

### La formazione
La forza militare progenitrice dell'Esercito popolare fu la minuscola (34 uomini iniziali)  Unità di propaganda armata per la liberazione nazionale, una formazione voluta e creata dal presidente Ho Chi Minh e istituita formalmente il 22 dicembre 1944 come nucleo costitutivo delle forze armate per scacciare i francesi e le forze di occupazione giapponesi dal Vietnam.

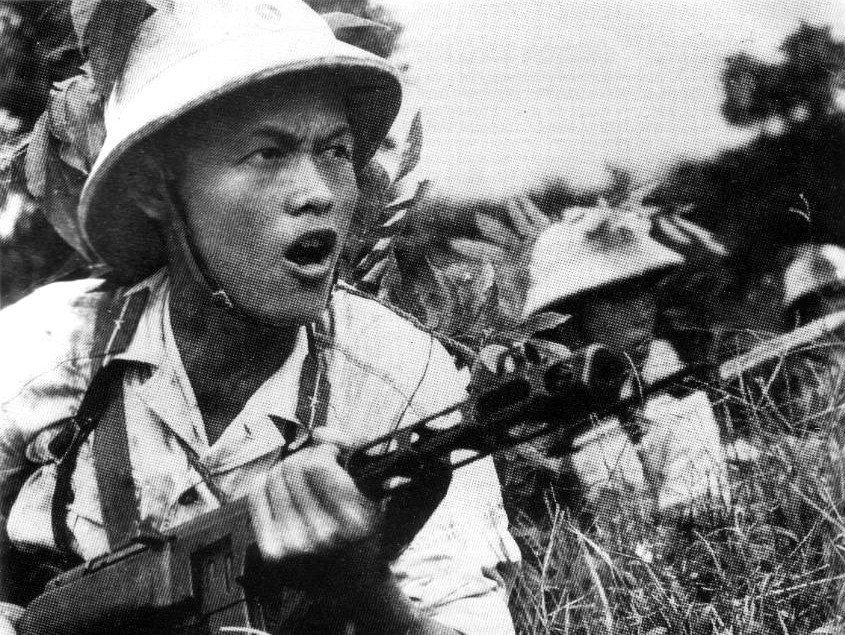
Truppe dell'Esercito popolare del Vietnam pronte a passare all'attacco durante la guerra del Vietnam.

Questo piccolo raggruppamento iniziale sarebbe presto stato ridenominato Esercito di liberazione del Vietnam nel maggio 1945; quindi nel settembre 1945 Esercito di difesa nazionale del Vietnam (costituito ora da oltre 1.000 soldati). Infine, nel 1950, quando le forze vietnamite (ormai divenute un vero esercito, numeroso e ben armato con armi sovietiche e cinesi) guidate da Ho Chi Minh diedero inizio alla vera e propria guerra generale contro l'occupante francese, divennero ufficialmente l'Esercito popolare del Vietnam.

### La guerra d'Indocina
L'Esercito popolare dimostrò subito il suo valore, la sua combattività ed anche la sua abilità tattica, sconfiggendo ripetutamente le forze francesi e ottenendo la vittoria finale coronata dal clamoroso successo campale di Dien Bien Phu (1953). Il generale Võ Nguyên Giáp fu il primo prestigioso comandante in capo dell'Esercito popolare e il protagonista della vittoria sui francesi durante la guerra d'Indocina; Giap mantenne l'incarico di Ministro della Difesa della Repubblica Democratica del Vietnam fino al 1981 e fu quindi il responsabile politico della condotta della guerra contro i francesi dal 1945 al 1954 e contro gli statunitensi dal 1961 al 1975.
Dopo la breve tregua seguita ai precari accordi di Ginevra del 1954, l'esercito popolare potenziò le sue forze e sostenne logisticamente la lotta dei Viet Cong nel Vietnam del Sud. A partire dal 1965, contemporaneamente all'arrivo delle truppe da combattimento degli Stati Uniti per evitare il crollo del debole e corrotto esercito sudvietnamita, assolutamente non in grado di affrontare le forze guerrigliere vietcong. le truppe regolari nordvietnamite iniziarono ad infiltrarsi nel sud in reparti organici, attraverso la Zona Smilitarizzata sul 17º parallelo o il confine con Cambogia e Laos, e combatterono coraggiosamente e con efficacia contro le potenti forze statunitensi che erano apparentemente in possesso di una schiacciante superiorità tecnologica.
Mentre il generale Giap manteneva il suo prestigioso incarico di ministro della difesa, il capo di stato maggiore dell'Esercito popolare del Vietnam era fin dal 1954 l'abile generale Văn Tiến Dũng che coordinava da Hanoi l'impiego delle truppe al sud, mentre altri alti ufficiali guidavano direttamente sul campo le unità del Fronte di Liberazione Nazionale del Vietnam del Sud. Svolsero un ruolo importante soprattutto i generali Hoàng Văn Thái, Trần Văn Trà, Nguyễn Chí Thanh, Lê Trọng Tấn, Hoang Minh Thao.

### La guerra del Vietnam
Durante poi la guerra del Vietnam (equipaggiato principalmente con armi sovietiche o cinesi) si batté ininterrottamente per oltre 10 anni infliggendo continue perdite al nemico, mantenendo l'iniziativa tattica sul campo e finendo per esaurire con le sue abili tattiche di combattimento a distanza ravvicinata ("afferrare il nemico per la cintura", secondo la terminologia nordvietnamita) le forze americane. Alcuni reparti scelti diedero dimostrazione di grande tenacia e erano particolarmente temute dal nemico; si distinsero in particolare le divisioni 304, 312, 316, 308, 324, 325, 3 e 7.

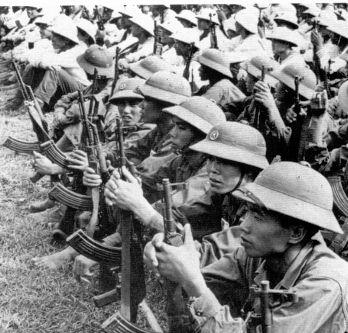
Soldati dell'Esercito popolare vietnamita alla vigilia dell'offensiva finale del 1975.

Pur in netta inferiorità di potenza di fuoco e sottoposto alla schiacciante superiorità aerea e di artiglieria americana, l'Esercito popolare (la cui infiltrazione a sud aumentò continuamente dai 30.000 uomini del 1965 fino a raggiungere oltre 300.000 soldati nel 1969) si batté sempre strenuamente, sottoponendo ad un continuo logoramento le forze americane; in una prima fase (1965-68), i nordvietnamiti evitarono confronti diretti convenzionali di grandi dimensioni e preferirono sferrare micidiali attacchi di sorpresa (battaglia della Landing Zone Albany), attirare il nemico in aree impervie e facilmente difendibili (battaglia di Dak To), martellare le basi di fuoco americane isolate (battaglia di Con Thien).
A partire dal lungo assedio di Khe Sanh e dalla sorprendente offensiva del Têt, l'Esercito popolare ottenne un grande successo psicologico e poté quindi: rafforzare il suo apparato logistico in Cambogia e Laos; continuare a sferrare attacchi agli americani ormai in fase di graduale ritirata, (come la seconda offensiva del Tet del 1969) e infine respingere controffensive sudvietnamite, come l'operazione Lam Son 719 del 1971.
Dopo la fallita offensiva di Pasqua del 1972, l'Esercito popolare vietnamita preferì accettare la breve tregua stabilita dagli accordi di Parigi, per rafforzarsi e attendere il ritiro politico e militare completo degli americani; infine nel 1975 l'Esercito popolare (costituito da oltre 450.000 soldati) scatenò, sotto il comando diretto del capo di stato maggiore Văn Tiến Dũng, l'offensiva finale (campagna di Ho Chi Minh) travolgendo facilmente le ultime resistenze, ottenendo la vittoria totale e costringendo alla resa il governo del Vietnam del Sud.

### L'intervento in Cambogia e il conflitto con la Cina
Dopo la vittoria, l'Esercito popolare sarebbe ancora intervenuto con efficienza nel 1978 per schiacciare in Cambogia il sanguinario regime dei Khmer rossi di Pol Pot (inizialmente sostenuti dal Vietnam del Nord in chiave anti-americana), e avrebbe respinto il duro attacco dimostrativo cinese sul confine settentrionale (1979), mantenendo il suo ruolo di potente scudo del governo comunista di Hanoi.

## La composizione attuale

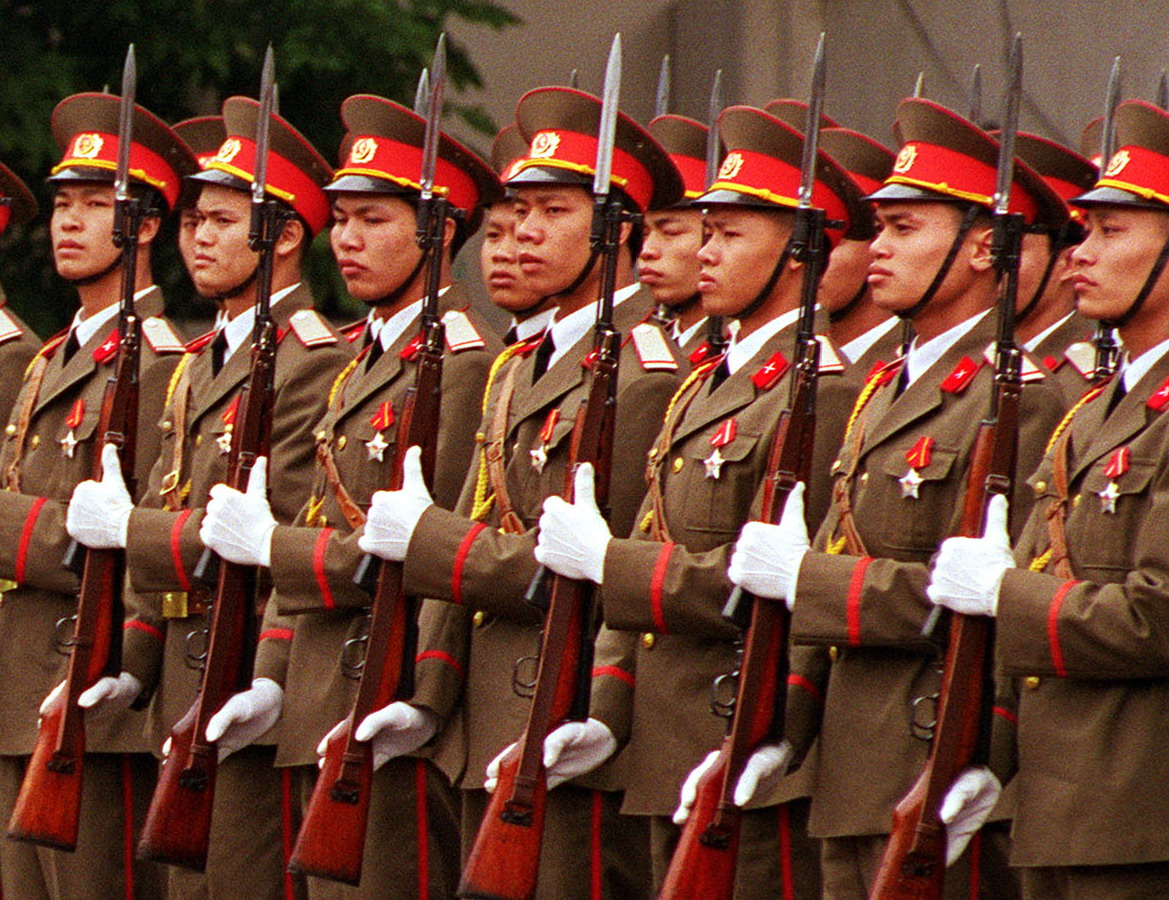
Parata in alta uniforme di un reparto dell'Esercito popolare del Vietnam.

Le operazioni dell'Esercito popolare vietnamita sono presiedute e coordinate dal Ministero della difesa nazionale, essendone anche il comandante in capo. Tuttavia gran parte delle direttive in campo militare sono impartite dalla Commissione militare centrale, facente capo al Partito Comunista del Vietnam.
L'esercito è suddiviso in un corpo militare centrale e da una serie di distaccamenti locali e, come gran parte degli eserciti moderni, è composto da una parte di forze regolari e da una parte di riservisti. In tempo di pace le forze regolari sono ridotte al minimo indispensabile, e tenute in costante addestramento fisico e tattico.
L'Esercito Popolare Vietnamita è composto da diverse unità che formano il corpo centrale (Chủ lực), i distaccamenti locali (Địa phương) e le Forze Popolari di Difesa (Dân quân-Tự vệ). Le unità in questione sono:
- Le Forze di terra vietnamite (Lục quân)
- Le Forze di difesa dei confini vietnamite (Lực lượng Biên phòng)
- La Marina popolare del Vietnam (Hải quân Nhân dân Việt Nam), che comprende fanteria navale e Marines
- La Guardia costiera popolare del Vietnam (Bộ đội Biên phòng Việt Nam)
- La Forza popolare di difesa aerea del Vietnam (Phòng không-Không quân nhân dân Việt Nam).

Attualmente l'Esercito popolare è ordinato su quattro corpi d'armata principali (numerati da 1 a 4); il personale attivo viene calcolato dagli istituti di ricerca internazionale in 412.000 soldati. Le unità disponibili o mobilitabili in caso di crisi politiche ammonterebbero a 14 comandi di corpo d'armata, 10 brigate corazzate, tre divisioni meccanizzate (le vecchie divisioni d'acciaio, 308, 316 e 304), 58 divisioni di fanteria; inoltre sarebbero ancora disponibili 15 reggimenti autonomi di fanteria, una brigata aviotrasportata; numerose brigate e battaglioni di difesa locale, oltre a 10 brigate di artiglieria campale e otto divisioni e 20 brigate del genio.
L'equipaggiamento disponibile (principalmente di provenienza sovietica o cinese, ma con importante materiale americano catturato dopo il crollo del Vietnam del Sud), ammonterebbe a:
- 1.800 carri armati (modelli T72, T54, T59, T62, PT76, SU100, alcuni M48 americani)
- 4.900 veicoli corazzati trasporto truppe (principalmente BMP E BTR sovietici ma anche numerosi M113 americani)
- 7.350 pezzi d'artiglieria
- 159 elicotteri

## Presenza oltre confine
Il Dipartimento per gli affari esteri del Ministero di difesa nazionale si occupa dell'organizzazione delle missioni internazionali dell'Esercito popolare vietnamita.
Tuttavia, fatta eccezione per la sua occupazione di metà delle isole Spratly, che sono state reclamate dal Vietnam sin dal XVII secolo, il Vietnam non ha distaccamenti presenti oltre confine dal suo ritiro dal Laos e dalla Cambogia nei primi anni novanta.
Nel 2014 il Vietnam ha richiesto di entrare a far parte delle forze di Peacekeeping delle Nazioni Unite venendo accettato poco dopo. Le prime truppe vietnamite a coprire questo ruolo sono state schierate in Sudan del Sud.